# Escherichia coli productora de shigatoxines
L'Escherichia coli productora de shigatoxines (en anglès:Shiga Toxine Escherichia Coli, STEC) és un bacteri productor de potents toxines i responsable d'algunes intoxicacions alimentàries causants de colitis hemorràgiques i -en casos greus- de la síndrome hemolítica i urèmica, la principal causa d'insuficiència renal aguda en nens petits. Es coneixen múltiples soques del bacteri, no totes elles amb la mateixa virulència. El seu reservori principal són els remugants, encara que s'han registrat diversos casos d'infeccions humanes associades al contacte amb ocells, gossos o cavalls.
Aquest microorganisme es coneix també sota altres noms, com enterohemorrhagic E. coli (EHEC), Shiga-like toxin-producing E. coli (SLTEC o STEC), hemolytic uremic syndrome–associated enterohemorrhagic E. coli (HUSEC) i verocytotoxin o verotoxin-producing E. coli (VTEC).
Shiga fa referència a Kiyoshi Shiga qui descobrí Shigella dysenteriae una de les espècies que formen el gènere Shigella.